# Le Tigre
Le Tigre (рус. Тигр, МФА: [lə ˈtɪgreɪ]) — американская электроклэш-группа, образованная Кэтлин Ханной и Джоанной Фэйтман в Нью-Йорке, в 1998 году. С 1998 года по 2001 с ними выступала Сэйди Беннинг, которую сменила Джей Ди Самсон. Le Tigre известны своими социально-политическими текстами, затрагивающие проблемы феминизма и ЛГБТ. Начиная с 2006 года группа находится в творческом отпуске.

## История
Изначально группа Le Tigre задумывалась как концертный аккомпанирующий состав для соло-проекта Ханны под названием Julie Ruin. В её первый состав входили также Джоанна Фэйтман, Сэйди Беннинг и Джей Ди Сэмсон. Le Tigre соединили в своём творчестве политику и феминизм движения riot grrrl с задорными электро-сэмлами и lo-fi-битом. JD присоединилась к Le Tigre как полноправный член группы после ухода Беннинг, ещё до начала работы над альбомом Feminist Sweepstakes. До этого JD участвовала только в живых представлениях.
Песня «Hot Topic» на дебютном альбоме Le Tigre - своего рода обращение к феминисткам, таким, как Йоко Оно, Сибо Матто, Арета Фрэнклин, Vaginal Cream Davis, Анджела Дэвис, Sleater-Kinney, Билли Типтон, арт-критик Лора Коттингем, Джеймс Болдуин, Тэмми Рэй Карланд.
Первые два релиза были выпущены на независимом лейбле Mr. Lady при участии Кайи Уилсон (Kaia Wilson) из The Butchies и Тэмми Рэй Карланд. 
Feminist Sweepstakes (2001) вышел на лейбле группы Chicks on Speed, This Island (2004) - на Universal Records. Трек «Tell You Now» был записан ими в сотрудничестве с Риком Окасеком из The Cars. И подписав контракт с Universal, Le Tigre продолжали работать с независимыми лейблами. В 2005 они выпустили This Island Remixes совместно с Chicks on Speed.
Во второй половине 2006 года группа решила взять перерыв. Кэтлин приняла участие в проекте The Willie Mae Rock Camp for Girls, Джей Ди Сэмсон была клавишницей в туре Peaches а также выступала как DJ, а Джоанна Фэйтман открыла парикмахерскую в Нью-Йорке. В 2008 году JD и Джоанна создали новый проект с названием Men.
В 2007 году их песни стали саундтреком к фильму en:Itty Bitty Titty Committee.
В июне 2009 года Le Tigre работали вместе с Кристиной Агилерой над её новым альбомом Bionic.

## Дискография

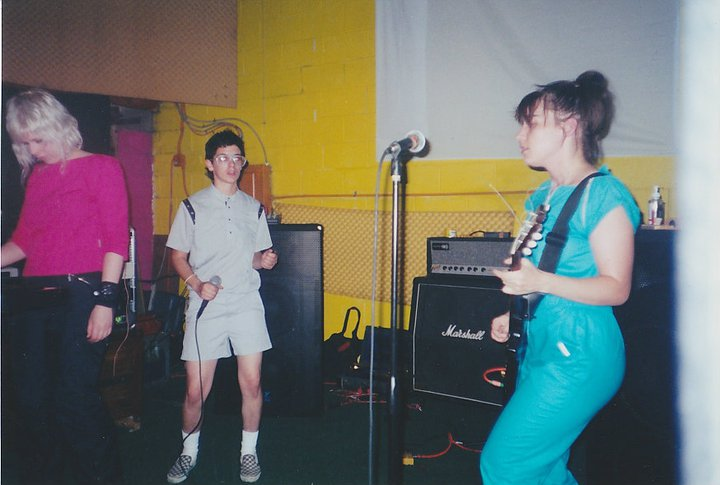
Le Tigre на концерте в Индианаполисе, штат Индиана, в начале 2000-х

### Альбомы
- Le Tigre (1999) Mr. Lady Records
- Feminist Sweepstakes (2001), Mr. Lady
- This Island (2004), Universal

### EP
- From the Desk of Mr. Lady , (2000), Mr. Lady
- Remix (2003), Mr. Lady
- Morning Becomes Eclectic (KCRW Live) (2005), Universal Records
- Standing In The Way Of Control (2005) EP, выпущенный вместе с The Gossip на Kill Rock Stars
- This Island Remixes Volume 1 (2005) EP, Chicks On Speed Records
- This Island Remixes Volume 2 (2005) EP, Chicks On Speed Records
- This Island Remixes (2005) EP, Chicks On Speed Records

### Синглы
- Hot Topic (1999) Wiiija Records
- New Kicks (2004) Universal
- TKO (2004) Universal
- After Dark (2004) Universal

### Гостевое участие
| Год  | Название             | Группа          | Альбом              |
| ---- | -------------------- | --------------- | ------------------- |
| 2003 | «Wordy Rappinghood»  | Chicks on Speed | 99 Cents            |
| 2005 | «We R the Handclaps» | Junior Senior   | Hey Hey My My Yo Yo |
| 2007 | «Sisters O Sisters»  | Йоко Оно        | Yes, I'm a Witch    |

### Ремиксы
| Год  | Название                                          | Группа              | Альбом                                    |
| ---- | ------------------------------------------------- | ------------------- | ----------------------------------------- |
| 2000 | «Girl Serial Killer» (The Dear Hanin remix)       | Hanin Elias         | In Flames: Remix EP                       |
| 2005 | «Revolt» (Le Tigre remix)                         | Lesbians on Ecstasy | Giggles in the Dark                       |
| 2005 | «Standing in the Way of Control» (Le Tigre remix) | Gossip              | «Standing in the Way of Control» — Single |
| 2006 | «Fleur De Saison» (Le Tigre remix)                | Émilie Simon        | Végétal                                   |

### Клипы
- rrriot girl Посмотреть на YouTube
- Fake French Посмотреть на YouTube
- Deceptacon Посмотреть на YouTube